# Tipula rothschildi
Tipula rothschildi är en tvåvingeart som beskrevs av Alexander 1920. Tipula rothschildi ingår i släktet Tipula och familjen storharkrankar.
Artens utbredningsområde är Etiopien. Inga underarter finns listade i Catalogue of Life.